# Danuta Kłopocka
Danuta Kłopocka-Obidniak (ur. 13 sierpnia 1929 w Herbach Śląskich, zm. 28 kwietnia 2013 w Sulejówku) – polska aktorka teatralna.

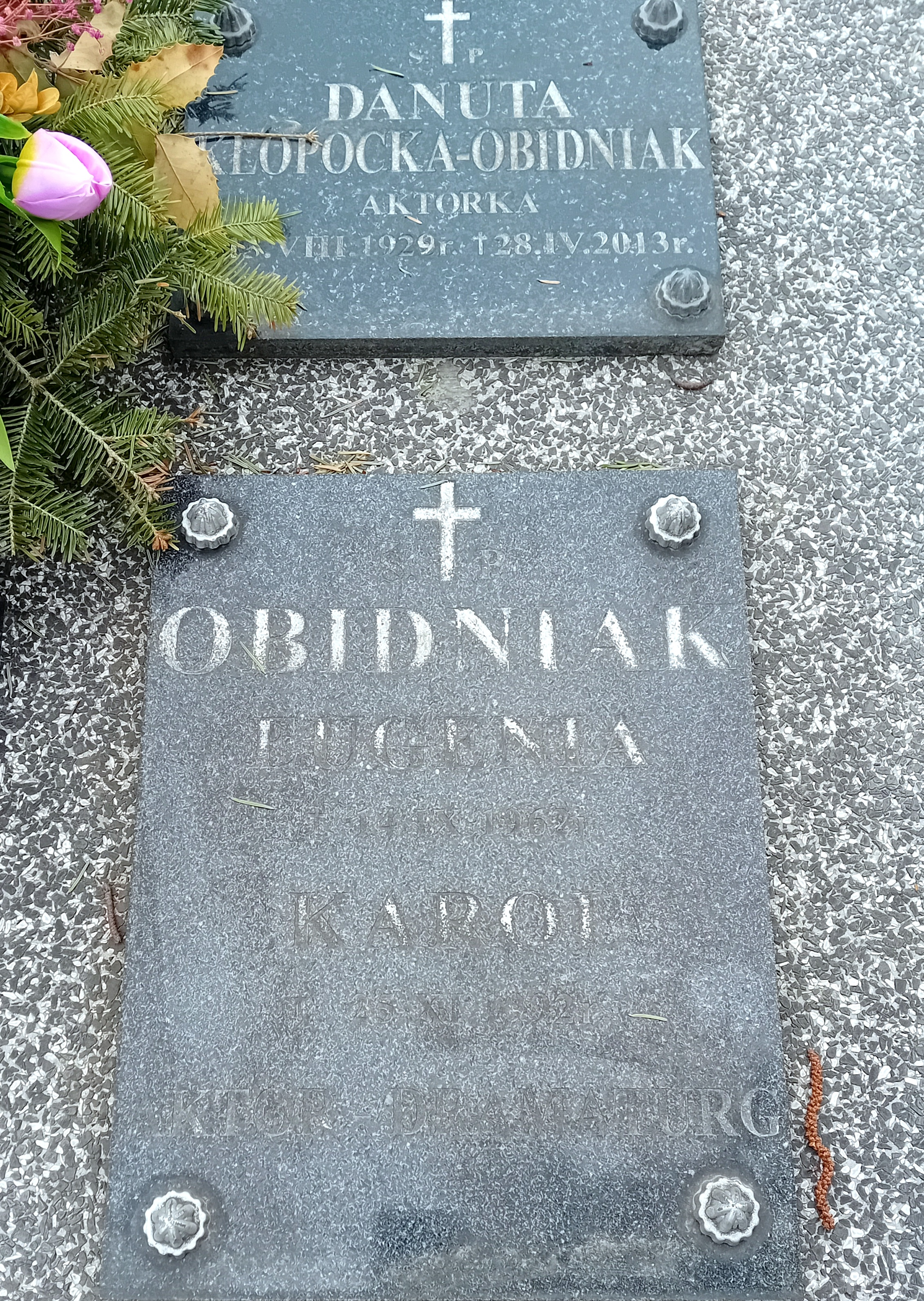
Tabliczki nagrobne Danuty i Karola Obidniaków

## Życiorys
Urodziła się w Herbach Śląskich. W 1950 roku zdała egzamin na Akademię Medyczną we Wrocławiu, lecz nigdy nie zaczęła tam nauki. Rok później dostała się do Państwowej Wyższej Szkoły Aktorskiej w Łodzi na kierunek aktorski, który ukończyła 30 kwietnia 1955 roku uzyskując tytuł Aktora dramatu.
Aktorka teatrów: Powszechnego w Łodzi (1954), Dramatycznego w Częstochowie (1955–1956), im. Mickiewicza w Częstochowie (1957–1959), 7.15 w Łodzi (1961), Teatru im. Wojciecha Bogusławskiego w Kaliszu (1962–1966), im. Jaracza w Łodzi (1968–1976), im. Tuwima w Łodzi (1982–1986).
Siostra aktorów Włodzimierza i Zbigniewa Kłopockiego. Żona polskiego prozaika, aktora i reżysera Karola Obidniaka.
Zmarła 28 kwietnia 2013 w Sulejówku. Zgodnie z jej wolą pogrzeb odbył się w dniu jej urodzin (13 sierpnia 2013). została pochowana w grobowcu rodzinnym Obidniaków na Cmentarzu Komunalnym w Krośnie.

## Filmografia i ważniejsze role teatralne
- 1986: Wizyta Anioła, etiuda szkolna
- 1986: Zima w dolinie Muminków, film animowany – głosy postaci: Wiewiórka, Gryzilepek
- 1983: Marynia, film fabularny – służąca; nie występuje w czołówce
- 1979: Kobieta i kobieta, film fabularny – Janka, sekretarka Barbary
- 1977: Bardzo dużo Pajacyków, spektakl telewizyjny
- 1973: Ach te twoje chmury, spektakl teatralny – Agnieszka (Teatr im. S. Jaracza w Łodzi)
- 1970: Żołnierz królowej Madagaskaru, spektakl teatralny – Sabina (Teatr im. S. Jaracza w Łodzi)
- 1970: Placówka, spektakl teatralny – Jagna (Teatr im. S. Jaracza w Łodzi)
- 1969: Bzik tropikalny, spektakl telewizyjny
- 1965: Niech no tylko zakwitną jabłonie, spektakl teatralny – Dziewczynka, Koleżanka z pracy, Markietanka, Rebeka (Teatr im. W. Bogusławskiego w Kaliszu)
- 1965: Pamiętnik matki, spektakl teatralny – Małgosia (nagroda ministra kultury i sztuki, Teatr im. W. Bogusławskiego w Kaliszu)
- 1965: Zawsze w niedziele, film fabularny
- 1964: Człowiek Człowiekowi, spektakl teatralny – Marynia (Teatr im. W. Bogusławskiego w Kaliszu)
- 1963: Pierścień wielkiej damy, spektakl teatralny – Magdalena (wyróżnienie na III Kaliskich Spotkaniach Teatralnych 2-12 maja 1963, Teatr im. W. Bogusławskiego w Kaliszu)
- 1962: Fizycy, spektakl teatralny – doktor Matylda von Zahnd (Teatr im. W. Bogusławskiego w Kaliszu)
- 1959: Skowronek, spektakl teatralny – Joanna (Teatr im. A. Mickiewicza w Częstochowie)
- 1956: Studencka miłość, spektakl teatralny – Nastka (Teatr Dramatyczny w Częstochowie)
- 1956: Żołnierz i bohater, spektakl teatralny – Łuka (Teatr Dramatyczny w Częstochowie)
- 1954: Nadzieja Hermana Heijermansa w reż. Romana Sykały, spektakl teatralny – Jo (debiut teatralny: 19 listopada 1954, Teatr Powszechny w Łodzi)